# 茶山竹海街道
茶山竹海街道是重庆市永川区下辖的一个街道，设立于2009年6月25日，与茶山竹海景区管委会、茶山竹海旅游开发公司实行“三位一体”的体制。茶山竹海街道析原胜利路街道、中山路街道、大安镇、金龙镇、板桥镇5个镇街的部分行政区域组成，总面积96.6平方公里（其中國有林場和其他飛林地約34平方公里）。
街道辦事處駐原勝利路街道萱花村石板凳村民小組內原東山煤礦辦公駐地。

## 行政区划
桥头溪乡下辖以下地区：
粽粑社区、茶竹村、安溪村、萱花村、云峰村、桂花村、大桥村和茶园村。
茶山竹海街道轄
- 原勝利路街道：
  - 茶竹村
  - 安溪村
  - 萱花村的紙廠灣、石板凳、山王溝、漂布坊、游家灣、圍子屋基6個村民小組
- 原中山路街道
  - 孫家口村麻柳村民小組
  - 雙龍村的灰壩子、駝家店、鰱魚石3個村民小組
- 原大安鎮
  - 永勝村的雲峰寺、馬鞍山、漏溝槽、黃顏樹、木井、人頭沖6個村民小組
  - 高坡村的民星、石崗寺、吳家嶺、復興寺、崩竹坎5個村民小組
- 原金龍鎮
  - 金鼎村的石筍、太平、大爐、獨木、同興、踏水、中壩、柏楊等8個村民小組
  - 福嶺村的七佛、桂花、犀牛、營盤、花丘、天星、黃桷、田壩、雙河、新建10個村民小組
- 原板橋鎮
  - 大橋村的打掛石、石院牆、方家灘、石碾溪、跳墩、雷公嘴、田壩子、蓮花寺、碗廠溝、永興坊10個村民小組
  - 古佛村的爛田灣、清明田、雙朝門、新院子、雙府院、大碑寺、金堂7個村民小組
  - 龍門灘村的碗廠溝、觀音橋、大屋基、樓房、王家灣5個村民小組
  - 新橋村的茶園、甑子堡、牽牛房子、羅盤丘、響水5個村民小組
  - 汪家岩村的何家院子、馬家院子、郭家灣3個村民小組